# Teodor Chirilov
pr. Teodor Chirilov (n. 14 februarie 1873 - d.n), a fost un deputat din Sfatul Țării, organismul care a exercitat puterea legislativă în Republica Democratică Moldovenească, în perioada 1917-1918.

## Biografie
S-a născut la 14 februarie 1873. După absolvirea Seminarului Teologic  a fost hirotonit preot la 25 martie 1899 și numit paroh la Biserica Acoperimântul Maicii Domnului din Delacău, jud. Tighina. În anul 1925 a fost transferat la Biserica Sf. Gheorghe  din Șerpeni, același județ.
Pentru merite deosebite în activitatea pastorală și misionară desfășurată în parohie, la 22 iulie 1926, părintele Teodor a fost ridicat la treapta de protoiereu. În perioada 19-24 august 1930 Î.P.S. Gurie, Mitropolit al Basarabiei, a efectuat vizite canonice a parohiilor de pe malul Nistrului. A vizitat și parohia Șerpeni. La sosire,  preotul paroh a rostit o cuvântare de bun sosit care a impresionat mult pe Înaltul Chiriarh, cât și întreaga populație adunată la biserică. Î.P.S. Sa a rămas satisfăcut de activitatea parohului din Șerpeni. La 2 ianuarie 1932, părintele Teodor Chirilov a fost decorat cu distincția bisericească, palița.
În primul an de ocupație sovietică, din perioada 1940- 1941, părintele Teodor Chirilov a fost arestat de către organele NKVD-iste și deportat în Siberia, despre viața lui de mai departe nu se cunoaște nimic. Potrivit altor surse, părintele Teodor a fost ucis în timpul persecuțiilor sovietice. 